# العلاقات البالاوية الموريتانية
العلاقات البالاوية الموريتانية هي العلاقات الثنائية التي تجمع بين بالاو وموريتانيا.

## مقارنة بين البلدين
هذه مقارنة عامة ومرجعية للدولتين:
| وجه المقارنة                                              | بالاو                         | موريتانيا                 |
| --------------------------------------------------------- | ----------------------------- | ------------------------- |
| المساحة (كم2)                                             | 465                           | 1.03 مليون                |
| عدد السكان (نسمة)                                         | 21.73 ألف                     | 4.42 مليون                |
| الكثافة السكانية (ن./كم²)                                 | 4.67 ألف                      | 4.29                      |
| العاصمة                                                   | نغيرولمود، كورور              | نواكشوط                   |
| اللغة الرسمية                                             | لغة إنجليزية، اللغة البالاوية | اللغة العربية، لغة فرنسية |
| العملة                                                    | دولار أمريكي                  | أوقية موريتانية، أوقية ‏   |
| الناتج المحلي الإجمالي (بليون دولار)                      | 291.54 مليون                  | 5.02 مليار                |
| الناتج المحلي الإجمالي (تعادل القوة الشرائية) بليون دولار | 326.12 مليون                  |                           |
| الناتج المحلي الإجمالي الاسمي للفرد دولار أمريكي          | 13.50 ألف                     |                           |
| الناتج المحلي الإجمالي للفرد دولار أمريكي                 | 14.76 ألف                     | 3.91 ألف                  |
| مؤشر التنمية البشرية                                      | 0.780                         | 0.506                     |
| رمز المكالمات الدولي                                      | +680                          | +222                      |
| رمز الإنترنت                                              | .pw                           | .mr                       |
| المنطقة الزمنية                                           | ت ع م+09:00                   | 00                        |

## منظمات دولية مشتركة
يشترك البلدان في عضوية مجموعة من المنظمات الدولية، منها:
| علم المنظمة | اسم المنظمة                                 | تاريخ انضمام بالاو | تاريخ انضمام موريتانيا |
| ----------- | ------------------------------------------- | ------------------ | ---------------------- |
|             | مجموعة دول أفريقيا والكاريبي والمحيط الهادئ | ?                  | ?                      |
|             | مؤسسة التنمية الدولية                       | 16 ديسمبر 1997     | 10 سبتمبر 1963         |
|             | الأمم المتحدة                               | 15 ديسمبر 1994     | 27 أكتوبر 1961         |
|             | البنك الدولي للإنشاء والتعمير               | 16 ديسمبر 1997     | 10 سبتمبر 1963         |
|             | منظمة حظر الأسلحة الكيميائية                | ?                  | ?                      |
|             | مؤسسة التمويل الدولية                       | 16 ديسمبر 1997     | 29 ديسمبر 1967         |
|             | وكالة ضمان الاستثمار متعدد الأطراف          | 16 ديسمبر 1997     | 8 سبتمبر 1992          |
|             | يونسكو                                      | 20 سبتمبر 1999     | 10 يناير 1962          |